# Deuxième circonscription de la préfecture d'Ishikawa
La deuxième circonscription de la préfecture d'Ishikawa (石川県第2区, Ishikawa-ken dai-ni-ku) est l'une des trois circonscriptions législatives que compte la préfecture d'Ishikawa au Japon.

## Description géographique
Entre 1994 et 2013, la deuxième circonscription de la préfecture d'Ishikawa regroupait les villes de Komatsu, Kaga et Mattō et les districts d'Enuma (ja), Nomi et Ishikawa (ja).
Depuis 2013, elle comprend les villes de Komatsu, Kaga, Hakusan, Nomi et Nonoichi et le district de Nomi,.

## Députés
| Législature | Début de mandat | Fin de mandat | Député élu         | Parti politique | Parti politique |
| ----------- | --------------- | ------------- | ------------------ | --------------- | --------------- |
| 41e         | 1996            | 2000          | Yoshirō Mori       |                 | PLD             |
| 42e         | 2000            | 2003          | Yoshirō Mori       |                 | PLD             |
| 43e         | 2003            | 2005          | Yoshirō Mori       |                 | PLD             |
| 44e         | 2005            | 2009          | Yoshirō Mori       |                 | PLD             |
| 45e         | 2009            | 2012          | Yoshirō Mori       |                 | PLD             |
| 46e         | 2012            | 2014          | Hajime Sasaki (ja) |                 | PLD             |
| 47e         | 2014            | 2017          | Hajime Sasaki (ja) |                 | PLD             |
| 48e         | 2017            | 2021          | Hajime Sasaki (ja) |                 | PLD             |
| 49e         | 2021            | 2024          | Hajime Sasaki (ja) |                 | PLD             |
| 50e         | 2024            | -             | Hajime Sasaki (ja) |                 | PLD             |